# Sarah Polley
Sarah Polley (ur. 8 stycznia 1979 w Toronto) – kanadyjska aktorka, reżyserka i scenarzystka filmowa.
Zasiadała w jury konkursu głównego na 60. MFF w Cannes (2007).
Jej mężem w latach 2003–2010 był David Wharnsby.

## Filmografia

### Aktorka
- Magiczne święta (One Magic Christmas, 1985) jako Molly Monaghan
- Wielkie miasto (The Big Town, 1987) jako Christy Donaldson
- Dłonie obcego (Hands of a Stranger, 1987)
- Prettykill (1987) jako Karla
- Niebieska małpa (Blue Monkey, 1987) jako Ellen
- Przygody barona Munchausena (The Adventures of Baron Munchausen, 1988) jako Sally Salt
- Ramona (1988–1989) jako Ramona Quimby
- Droga do Avonlea (Road to Avonlea, 1990–1996) jako Sara Stanley
- Wzgórze tajemnic (Lantern Hill, 1990) jako Jody Turner
- Johann's Gift to Christmas (1991) jako Anioł
- Take Another Look (1994) jako Amy
- Klub „Exotica” (Exotica, 1994) jako Tracey
- Joe’s So Mean To Josephine (1996) jako Josephine
- Straight Up (1996) jako Lily
- Słodkie jutro (The Sweet Hereafter, 1997) jako Nicole Burnell
- Wiszący ogród (The Hanging Garden, 1997) jako Teen Rosemary
- The Planet of Junior Brown (1997) jako Butter
- Jerry i Tom (Jerry and Tom, 1998) jako Deb
- White Lies (1998) jako Catherine Chapman
- Ostatnia noc (Last Night, 1998) jako Jennifer Wheeler
- eXistenZ (1999) jako Merle
- Zanim do tego dojdzie (The Life Before This, 1999) jako Connie
- Ginewra (Guinevere, 1999) jako Harper Sloane
- Go (Go, 1999) jako Ronna Martin
- Przekleństwo wyspy (The Weight of Water, 2000) jako Maren Hontvedt
- The Law of Enclosures (2000) jako Beatrice
- Królowie życia (The Claim, 2000) jako Hope Dillon
- Love Come Down (2000) jako siostra Sarah
- Nie ma takiej rzeczy (No Such Thing, 2001) jako Beatrycze
- Obsesja szczęścia (Luck, 2003) jako Margaret
- Prawo wyboru (The Event, 2003) jako Dana
- Moje ja (The I Inside, 2003) jako Claire
- Moje życie beze mnie (My Life Without Me, 2003) jako Ann
- Świt żywych trupów (Dawn of the Dead, 2004) jako Ana
- Sugar (2004) jako dziewczyna w ciąży
- Siblings (2004) jako Tabby
- Beowulf – Droga do sprawiedliwości (Beowulf & Grendel, 2005) jako Selma
- Nie wracaj w te strony (Don't Come Knocking, 2005) jako Sky
- Życie ukryte w słowach (La vida secreta de las palabras, 2005) jako Hanna
- John Adams (2008) jako Abigail Adams Smith
- Mr. Nobody (2009) jako Elize
- Istota (2009) jako Elsa Kast
- Trigger (2010) jako Hillary

### Reżyser
- The Best Day of My Life (1999)
- Don't Think Twice (1999)
- I Shout Love (2001)
- All I Want for Christmas  (2002)
- The Shields Stories (2004)
- Daleko od niej (Away from Her, 2006)
- Take This Waltz (2011)
- Historie rodzinne (Stories We Tell, 2012)
- Looking for Alaska

### Scenarzysta
- Don't Think Twice (1999)
- I Shout Love (2001)
- The Shields Stories (2004)
- Daleko od niej (Away from Her, 2006)
- Take This Waltz (2011)
- Historie rodzinne (Stories We Tell, 2012)
- Looking for Alaska